# ستيفان ويلسون
ستيفان ويلسون (بالإنجليزية: Stefan Wilson)‏ هو سائق سيارة سباق بريطاني، ولد في 20 سبتمبر 1989 في شفيلد في المملكة المتحدة.

## وصلات خارجية
- ستيفان ويلسون على موقع DriverDB.com (الإنجليزية)